# Thang đo Oechsle
Thang đo Oechsle là thang đo phù kế đo khối lượng riêng của trong rượu nho là dấu hiệu cho thấy độ chín của nho và hàm lượng đường được sử dụng trong sản xuất rượu vang. Nó được đặt tên theo Ferdinand Oechsle (1774 -1852) và nó được sử dụng rộng rãi trong các ngành công nghiệp sản xuất rượu vang của Đức, Thụy Sĩ và Luxembourg. Trên thang đo Oechsle, một độ Oechsle (°Oe) tương ứng với một gam chênh lệch giữa khối lượng của một lít rượu mới ở 20 °C và 1 kg (khối lượng 1 lít nước). Ví dụ, rượu chưa lên men có khối lượng riêng 1084 gram mỗi lít có 84° Oe.

## Tổng quan
Sự khác biệt khối lượng giữa khối lượng tương đương rượu chưa lên men và nước gần như hoàn toàn do đường hòa tan trong rượu. Vì alcohol trong rượu vang được sản xuất bằng cách lên men đường, thang đo Oechsle được sử dụng để dự đoán hàm lượng cồn tối đa có thể có của rượu thành phẩm. Biện pháp này thường được sử dụng để chọn thời điểm thu hoạch nho. Trong vườn nho, mật độ phải được đo bằng cách sử dụng khúc xạ kế bằng cách nghiền nát một vài quả nho giữa các ngón tay và để cho nhỏ giọt vào lăng kính thủy tinh của khúc xạ kế. Ở các quốc gia sử dụng thang đo Oechsle, khúc xạ kế sẽ được hiệu chuẩn theo độ Oechsle, nhưng đây là cách đọc gián tiếp, vì khúc xạ kế thực sự đo chiết suất của rượu nho mới, và chuyển nó thành Oechsle hoặc các loại rượu khác phải dựa trên thang đo tương quan với chỉ số khúc xạ.

## Các thang đo khác
Ở Áo, thang đo Klosterneuburger Mostwaage (KMW) được sử dụng. Thang đo được chia thành Klosterneuburger Zuckergrade (°KMW), và rất giống với thang đo Oechsle (1° KMW = ~ 5° Oe). Tuy nhiên, KMW đo hàm lượng đường chính xác của rượu mới.
Thang đo Baumé đôi khi được sử dụng ở Pháp và bởi các nhà sản xuất bia Hoa Kỳ, và ở Tân Thế giới, thang đo Brix được sử dụng để mô tả số đọc của khúc xạ kế khi đo hàm lượng đường của một mẫu nhất định.
Do khúc xạ kế thực sự đo chiết suất của nho, nên nó có thể được chuyển sang nhiều thang đo khác nhau (cả liên quan và không liên quan đến rượu) dựa trên mối tương quan của chúng với chiết suất. Do đó, tất cả các phương pháp này đều tương tự nhau và sự khác biệt mang tính văn hóa nhiều hơn đáng kể, nhưng tất cả đều là những cách hợp lệ như nhau để đo mật độ của nho trong rượu mới và các chất lỏng có đường khác.
Máy đo bình thường (°NM) đo lượng kg trong 100l rượu mới và được sử dụng ở Cộng hòa Séc và Slovakia.